# قطعنامه ۱۱۶۸ شورای امنیت
قطعنامه ۱۱۶۸ شورای امنیت سازمان ملل متحد که در تاریخ ۲۱ مه ۱۹۹۸ تصویب شد، سندی بین‌المللی دربارهٔ بررسی وضعیت در بوسنی و هرزگوین است. این قطعنامه طی نشست ۳۸۸۳ام با ۱۵ رای موافق، ۰ مخالف و ۰ ممتنع تصویب شد.